# Uddannelse i Israel
Uddannelse i Israel er en vigtig del af liv og kultur i Israel. Israel har et veludviklet og omfattende skolesystem, som har udviklet sig over tid og bevaret traditionelle retninger inden for uddannelse. Uddannelsesudgifterne i Israel udgør omkring 10 % af bruttonationalproduktet, og er for det meste betalt af staten. Uddannelsen har en tendens til at starte omkring toårsalderen i det børnene deltager i uddannelse før skolestart frem til femårsalderen, da børnen går over til en børnehave, hvor uddannelsen bliver obligatorisk. Formel uddannelse starter i seksårsalderen i grundskolen (1.–6. klasse) og fortsætter med en mellemskole (7.–9. klasse) og videregående skole (10.–12. klasse). Omtrent 9 % af eleverne i højere uddannelse end grundskolen går på internatskoler. Uddannelsen er obligatorisk i Israel frem til sekstenårsalderen, men er fortsat gratis frem til attenårsalderen.
På grund af Israels mangfoldige befolkning bliver skoler delt op i fire grupper; statsskoler, religiøse statsskoler, arabiske og drusiske skoler, og privatskoler. Størsteparten af eleverne går på statsskoler, mens mange børn fra ortodokse familier går på religiøse statsskoler med eftertryk på jødiske studier, traditionelle og praktiserende. Arabiske og drusiske skoler har undervisning på arabisk og fokuserer på arabisk og drusisk historie, religion og kultur, mens de private skoler drives af diverse forskellige organiserer, og fokuserer dermed på forskellige aspekter af uddannelsen.

## Israelsk undervisningssystem
Undervisningssystemet i Israel går op til videregående niveauer, og består af tre niveauer: grundskoleundervisning (1.–6. klasse), fulgt af en middelskole (7.–9. klasse) og derefter videregående uddannelse (10.–12. klasse). Det er skolepligt fra 1. til 12. klasse.
Videregående uddannelse består for det meste af forberedelse til israelsk optagelseseksamen ("bhinot bagrut"). Disse udgør en række eksamener i forskellige fag som viser forskellig akademisk disciplin. I hvert fag bliver sværhedsgraden givet af en test udtrykt i "yehidot limud" (eng. units of study) for det bestemte fag, fra 1 til 5; altså er en eksamen på niveau 5 i matematik betydeligt sværere end en eksamen på niveau 3.
Hvilken som helst student med ståkarakter i fagene med påkrævet optagelsesseksamen (hebraisk, engelsk, matematik, skrifterne og litteratur), en total på mindst 21 optagelsespoint og eksamen i mindst et fag og bestået på niveau 5 opnår tilladelse til at studere ved et universitet. I 2003 opnåede 56,4 & af elever ved Israels videregående skoler dette, hvoraf 57,4 % i den hebraiske sektor og 50,7 % i den arabiske sektor.
Efter videregående uddannelse bliver studenterne normalt kaldt ind til Det israelske forsvar som værnepligtige, men har mulighed til at søge om udsættelse for at studere det forbredende Mechina, eller ved et seminarium eller universitet. De som studerer på et universitet på dette niveau studerer normalt under et program kaldt atuda, hvor deres bachelorgrad bliver betalt for af forsvaret. De må ligevel skrive under på en kontrakt med hæren, hvor de stiller sig til disposition i 2–3 år.
Efter at have fuldført værnetiden i Det israelske forsvar, kan hvilken som helst israeler med tilladelse til det fortsætte med højere uddannelse. Universiteterne kræver generelt en bestemt optagelsespointsum (i tillæg til et bestemt gennemsnit) og en god karakter i en psykometrisk indgangstest (hebraisk: ha-Psixometri). Alle universiteterne, og nogle seminarier, er støttet økonomisk af staten, og studenterne betaler kun en lille del af hvad uddannelsen egentlig koster.
Israel har otte universiteter, hvoraf et af dem er åbent.

## Sammenligninger
Til trods for at de er ganske små i størrelse, så har Israel klart det højeste antal med mandlige studenter i Yale University i Mellemøsten.

### Webometrics' rankeringer
De ti største universiteter i Mellemøsten i følge Webometrics (2006). Israelske universiteter konkurrerer ikke længere med andre skoler i Mellemøsten i Webometrics', og bliver nu set på som europæiske. Fire israelske universiteter er med på listen over de hundrede bedste i Europa.
1. Det hebraiske universitet i Jerusalem (145)
2. Weizmann-instituttet – Israels naturvidenskabsinstitut (207)
3. Technion – Israels teknologiinstitutt (231)
4. Universitetet i Tel Aviv (249)
5. Bilkent-universitetet (410)
6. Mellemøstens teknologiuniversitet (451)
7. Ben-Gurion-universitetet (487)
8. Bar-Ilan-universitetet (551)
9. Universitetet i Haifa (553)
10. Bogaziçi-universitetet (572)

## Eksterne links
- Fifty Years of Education in the State of Israel (engelsk)
- 'Boycotts are like burning books' (engelsk)
- Students vote Technion best higher education institution in Israel (engelsk)